# ドゥカティ・パニガーレV4
ドゥカティ・パニガーレV4（Ducati Panigale V4）は、ドゥカティ・1299の後継車として2018年にドゥカティが発売した、1,103cc及び998ccのデスモドロミック90度V型4気筒エンジンを搭載したスポーツバイク（スーパースポーツ）である。998ccエンジンを搭載するモデルは、「4気筒・3気筒は750ccから1,000ccまで」とするスーパーバイク世界選手権のレギュレーションに適合している。
車名の「パニガーレ」は、ドゥカティの工場があるボルゴ・パニガーレに由来する。

## 概要
パニガーレV4は、V型4気筒エンジンを搭載したドゥカティ初の量産ストリートバイクである。ドゥカティはプロトタイプやレーシングバイクを除いて、1960年代から主にV型2気筒を使用してきたが、2007年と2008年には公道走行可能なV型4気筒ドゥカティ・デスモセディチRRを1500台のみ短期間販売したこともあった。
イギリスのバイク雑誌であるサイクルワールドによれば、パニガーレV4はV型4気筒を搭載しているにもかかわらず、V型2気筒搭載車のドゥカティ・1299よりもわずかに大きいだけであるという。ドゥカティは、車両重量は1299よりも4.5kg重く、フットペグの高さは10mm高いと発表している。
シャーシは、当初はMotoGPバイクのものをそのまま使用していたが、後にフロントフレームは軽量化と安定性向上を達成した専用品に変更された。
電子制御には、1299スーパーレッジェーラにも搭載されたウイリーコントロールシステムに加え、トラクション・ドリフトコントロールが搭載されている。また、高速コーナリング用に設計された新しいABSも装備している。
ブレーキにはブレンボ製のブレーキキャリパーが採用されている（1299のものよりも70g軽い）。タイヤはドゥカティとピレリによって開発された「ディアブロスーパーコルサSP」で、リアのコンパウンドは新しいものが採用されている。

### エンジン
エンジンは2015年のMotoGP用レーシングエンジンに由来するデスモセディチ・ストラダーレ（デスモ=デスモドロミック、セディチ=イタリア語で「16」、ストラダーレ=イタリア語で「道」、すなわち「公道走行可能」を意味する）が採用された。MotoGP用エンジンの逆回転クランクシャフトや大きなボアを維持しつつも、公道での耐久性（整備間隔24,000 km）や乗りやすさを備えるような改良が施されている。
排気量は1,103ccと998ccの2種類がある。1199や1299はエンジンがフレームの主要な部分を兼ねる構造であったが、V4パニガーレではアルミニウムツインスパーフレームに囲まれた形状になった。
クランクシャフトは、0度、90度、290度、380度、720度という不等間隔爆発を実現するために70度位相で結合されている。これによってよりリアタイヤにトラクションがかかる特性となり、マフラーから聞こえる排気音もダイナミックなものとなる。
クランクシャフトが進行方向とは逆に回転することも特徴である。これはジャイロ効果を打ち消し、重量による慣性の影響でライダーが制御できない領域を減らす目的で採用されている。

## 派生型

### パニガーレV4 S
V4 Sは、V4をベースとしたよりパフォーマンス指向のモデルである。ライダーが電子的に調整したり、モードをスポーツ、レース、ストリートに変更したりできるオーリンズ製のサスペンションを装備している。また、軽量化を目的として、軽量のリチウムバッテリーと鍛造アルミニウムホイールが採用されている。

### パニガーレV4 スペチアーレ
V4スペチアーレは、V4 Sの装備に加え、調整可能なフットパッド、アルカンターラで装飾されたシート、トップトリプルクランプ、カーボンマッドガード、データアナライザーシステム、およびレース燃料キャップが追加されている。また、出力を226.1PSまで向上させるというチタンエキゾーストとレースキットも装備している。

### パニガーレV4 R
V4 Rは、V4をベースとしたスーパーバイク世界選手権のホモロゲーション仕様である。「排気量は4気筒・3気筒は750ccから1,000ccまで」とするスーパーバイク世界選手権のレギュレーションに適合するため、V4よりも排気量の少ない998ccエンジンが搭載され、最高出力は220PS/15,250rpm、最大トルクは112N・m/11,500rpmを発揮する。乾燥重量は172kg、装備重量は193kgとなっている。さらに、レースキットのオプションパッケージでは、最高出力が234PS/15,250rpmにまで上昇し、乾燥重量も165kgにまで軽量化されたことで、パワーウェイトレシオは0.705kg/PSに達する。
フレームは改良を受け、スイングアームピボットを調整できるようになった。フェアリングは、空力を意識したスタイリングの一環としてして38mm拡大された。ドゥカティのCEOであるクラウディオ・ドメニカリによると、V4 Rのフェアリングに適用されるウィングレットはGP16 MotoGPバイクとほぼ同じであるという。サスペンションはオーリンズ製のフル調整可能な窒化チタンNPXフロントフォークで、リアにもフル調整可能なオーリンズ製TTX36モノショックが採用されている。

### パニガーレV4 スーパーレッジェーラ
V4 スーパーレッジェーラは、2020年に発表された。これは、1199と1299年のスーパーレッジェーラモデルに続く3番目のスーパーレッジェーラであり、1199・1299のスーパーレッジェーラと同様に500台のみが製造され、徹底した軽量化が図られている。フレーム、スイングアーム、リムは全てカーボン製である。最高出力は224PSで、乾燥重量は159kg（レースキットでは152kg）である。